# Dead Meat
Dead Meat är en irländsk zombiefilm från 2004 regisserad av Conor McMahon.

## Handling
Bygdens invånare har infekterats av döda djur och blivit zombies, en grupp som klarat sig försöker bekämpa dem.

## Om filmen
Filmen är inspelad i Leitrim på Irland, den hade världspremiär i USA i oktober 2004 och svensk premiär den 5 augusti 2005.

## Rollista (urval)
- Marian Araujo - Helena
- David Muyllaert - Desmond
- Eoin Whelan - Cathal Ceaunt